# Украинка (Борзнянский район)
Украи́нка (укр. Українка; до 2016 года — Черво́ная Украи́на, укр. Червона Україна) — село, расположенное на территории Борзнянского района Черниговской области (Украина) на левом берегу реки Сейм.
Расположено в 33 км на юго-запад от райцентра Борзны. Население — 63 чел. (на 2006 г.).
Ближайшая ж/д станция — Хорошее Озеро, 1 км.